# 2015-ös Gerry Weber Open
A 2015-ös Gerry Weber Open tenisztornát a németországbeli Halléban rendezték meg 2015. június 15. és június 21. között. A torna 2015-ben ATP World Tour 500 Series kategóriájú volt. A mérkőzéseket füvön játszották. Ez volt a huszonharmadik verseny.

## Döntők

### Egyéni
Roger Federer –  Andreas Seppi 7–6(1), 6–4

### Páros
Raven Klaasen /  Rajeev Ram –  Róhan Bópanna /  Florin Mergea 7–6(5), 6–2

## Világranglistapontok
| Eredmény           | Egyéni | Páros |
| ------------------ | ------ | ----- |
| Győzelem           | 500    | 500   |
| Döntő              | 300    | 300   |
| Elődöntő           | 180    | 180   |
| Negyeddöntő        | 90     | 90    |
| 16 között          | 45     | 0     |
| 32 között          | 0      | –     |
| Főtáblára jutás    |        | –     |
| Selejtező (döntő)  |        | –     |
| Selejtező (2. kör) |        | –     |

## Pénzdíjazás
A torna összdíjazása 1 696 645 euró volt.
| Eredmény           | Egyéni    | Páros     |
| ------------------ | --------- | --------- |
| Győzelem           | 381 760 € | 112 780 € |
| Döntő              | 172 100 € | 50 880 €  |
| Elődöntő           | 81 530 €  | 23 990 €  |
| Negyeddöntő        | 39 340 €  | 11 600 €  |
| 16 között          | 20 060 €  | 5950 €    |
| 32 között          | 11 035 €  | –         |
| Selejtező (döntő)  | 1240 €    | –         |
| Selejtező (2. kör) | 685 €     | –         |